# Stylogomphus tantulus
Stylogomphus tantulus – gatunek ważki z rodziny gadziogłówkowatych (Gomphidae).